# Famicom 3D System
Famicom 3D System (яп. ファミリーコンピュータスリーディーシステム фамири: компю:та сури: дэ: сисутэму) — дополнительный акссессуар для игровой приставки Famicom: активные затворные 3D-очки для получения эффекта объёмного изображения. Устройство выпущено только в Японии в октябре 1987 года компанией Nintendo. Всего было совместимо только 8 игр.

## Описание
Устройство было выпущено в октябре 1987 года в Японии компанией Nintendo для игровой системы Famicom и использовало сложную для того времени технологию 3D-очков с жидкокристаллическими затворами — по одному для каждой линзы очков. По такой технологии затворы поочерёдно с высокой частотой закрывают правый и левый глаз, а экран с той же частотой демонстрирует изображения для правого и левого глаза, создавая ощущение объёмного изображения. К очкам присоединён резиновый ремешок для крепления на голову, который может регулироваться. Для работы устройству требовалось подключение к игровой приставке через адаптер, а для перехода игры в 3D-режим после запуска требовалось нажатие на геймпаде кнопки Select. Технология была создана для стандарта кинескопных телевизоров, поэтому стерео-эффект не работает на современных моделях. Очки не снискали популярности на родине, поэтому не были выпущены на западном рынке для Nintendo Entertainment System — зарубежного аналога Famicom.

## Список совместимых игр
Для Famicom 3D System было выпущено только 8 совместимых игр.
- Falsion (яп. ファルシオン) — космический шутер, разработанный и изданный Konami 21 октября 1987 года для Famicom Disk System — дополнительного устройства для Famicom, читающее видеоигры с гибких магнитных дисков. По сюжету, в далёком будущем Земля стала очередной целью агрессии инопланетян. На базу пришельцев при помощи технологии гиперпрыжка был послан отряд космических истребителей, чтобы предотвратить планы по захвату планеты, но телепортацию пережил только один корабль — Falsion[4][5].
- Highway Star (яп. ハイウェイスター), издана в Северной Америке как Rad Racer — гоночный симулятор, разработанный и изданный Square в октябре 1987 года. Поддержкой Famicom 3D System обладала только японская версия игры. Однако в американском издании игра имела стереоскопический режим для анаглифных очков. Управляя автомобилем, игроку предстоит за отведённое время добраться от одной точки дороги до другой, избегая различных препятствий[6][7][8][9].
- Tobidase Daisakusen (яп. とびだせ大作戦), издана в Северной Америке как The 3-D Battles of WorldRunner — шутер, разработанный и изданный Square 3 декабря 1987 года для Famicom Disk System. Игра была совместима с Famicom 3D System только в японской версии, а также имела стереоскопический режим для анаглифных очков. Игрок берёт управление непрерывно бегущем персонажем, способным стрелять во врагов на своём пути и перепрыгивать препятствия[4][10].
- JJ (яп. ジェイジェイ) — сиквел к игре Tobidase Daisakusen, разработанный и изданный Square 7 декабря 1987 года. В отличие от предыдущей части, игра была издана на картридже. JJ имела схожий геймплей и графику, но выполненную в более реалистичном дизайне[4][10][11].
- Attack Animal Gakuen (яп. アタックアニマル学園) — шутер, разработанный компанией Scitron & Art и изданный Pony Canyon 26 декабря 1987 года. Игра является подражателем геймплея шутера Space Harrier и имеет абсурдистский сюжет. Главная героиня — летающая японская школьница по имени Нокко, вооружённая бластером, уничтожающая на своём пути различных врагов, таких как аллигаторы, кенгуру или скелеты в солнцезащитных очках[4][12][13].
- Famicom Grand Prix II: 3D Hot Rally (яп. ファミコングランプリIIスリーディーホットラリー) — гоночный симулятор, разработанный HAL Laboratory, выпущенный Nintendo 14 апреля 1988 года для Famicom Disk System. В качестве гонщиков в игре использованы различные персонажи компании Nintendo, такие как Марио и Луиджи. На обложке этой игры впервые изображён Луиджи в своём современном образе: он выше Марио и имеет иной дизайн усов[4][14][15].
- Fuuun Shaolin Ken: Ankoku no Maou (яп. 風雲少林拳暗黒の魔王) — файтинг, разработанный TOSE и изданный Jaleco 22 апреля 1988 года для Famicom Disk System. Сиквел к игре Fuuun Shaolin Ken (яп. 風雲少林拳), вышедшей ранее в том же году. Игра включает ряд уровней с одним противником, победив которого, игрок проходит на следующий этап. Некоторые уровни усложнены тем, что на битву влияют погодные условия: игре может мешать ветер или молния, бьющая в персонажей[16][17].
- Cosmic Epsilon (яп. コズミックイプシロン) — космический шутер, разработанный Home Data и выпущенный Asmik 24 ноября 1989 года. По сюжету, Земле угрожает опасность в лице инопланетных захватчиков из империи Эпсилон. Игрок управляет человекоподобным роботом, посланным противостоять угрозе и способным превращаться на некоторых уровнях в космический истребитель[18].